# 1949-es finn labdarúgó-bajnokság (első osztály)
Az 1949-es finn labdarúgó-bajnokság (Mestaruussarja) a finn labdarúgó-bajnokság legmagasabb osztályának tizenkilencedik alkalommal megrendezett bajnoki éve volt. A pontvadászat 12 csapat részvételével zajlott. A bajnokságot a TPS Turku csapata nyerte.

## Bajnokság végeredménye
| #  | Csapat            | M  | Gy | D | V  | RG | KG | Pont |
| -- | ----------------- | -- | -- | - | -- | -- | -- | ---- |
| 1  | TPS Turku (B)     | 22 | 15 | 4 | 3  | 53 | 25 | 34   |
| 2  | VPS Vaasa         | 22 | 15 | 3 | 4  | 59 | 29 | 33   |
| 3  | KIF Helsinki      | 22 | 14 | 4 | 4  | 60 | 40 | 32   |
| 4  | VIFK Vaasa        | 22 | 10 | 7 | 5  | 61 | 31 | 27   |
| 5  | KTP Kotka         | 22 | 10 | 6 | 6  | 38 | 34 | 26   |
| 6  | TuWe Turku        | 22 | 9  | 3 | 10 | 39 | 42 | 21   |
| 7  | IKissat Tampere   | 22 | 7  | 6 | 9  | 48 | 49 | 20   |
| 8  | KuPS Kuopio       | 22 | 7  | 5 | 10 | 38 | 41 | 19   |
| 9  | HIFK Helsinki (K) | 22 | 7  | 2 | 13 | 38 | 52 | 16   |
| 10 | HJK Helsinki (K)  | 22 | 5  | 4 | 13 | 27 | 55 | 14   |
| 11 | HPS Helsinki (K)  | 22 | 3  | 7 | 12 | 27 | 54 | 13   |
| 12 | TuTo Turku (K)    | 22 | 1  | 7 | 14 | 18 | 54 | 9    |

## Külső hivatkozások
- Hivatalos honlap (finnül)
- Finnország – Az első osztály tabelláinak listája az RSSSF-en (angolul)